# Pont-l'Abbé-d'Arnoult
Pont-l'Abbé-d'Arnoult é uma comuna francesa localizada no departamento de Charente-Maritime na região administrativa da Nova Aquitânia, no sudoeste da França.